# Ринпунг-дзонг
Ринпунг-дзонг (дзонг-кэ སྤ་རོ་རིན་སྤུང་རྫོང, лат. Ripung-dzong, также Паро-дзонг) — большой монастырь буддийской школы Друкпа Кагью, а также крепость в городе Паро в Бутане. Здесь же расположена администрация района Паро.
В этом монастыре были сняты некоторые эпизоды фильма Бернардо Бертолуччи «Маленький Будда» (1993).

## История
В XV веке участок скалы был передан ламе Дгунг Друнг Гьял, потомку Пхаджо Другом Жигпо. Лама построил здесь небольшой храм, а потом — пятиэтажную крепость (дзонг), которая получила название Хунгрел-дзонг.
В XVII веке потомки Хунгрела передали крепость Шабдрунгу, который в 1644 году разобрал крепость и заложил на том же месте новый дзонг, планировавшийся как монастырь и резиденция для администрации . В 1644 году в дзонге уже разместилась администрация по управлению западного региона Бутана. Новый дзонг получил название Ринпунг-дзонг.
В 2012 году Паро-дзонг был включен в предварительный список Бутана для включения в Список объектов всемирного наследия ЮНЕСКО.

## Алтари и храмы

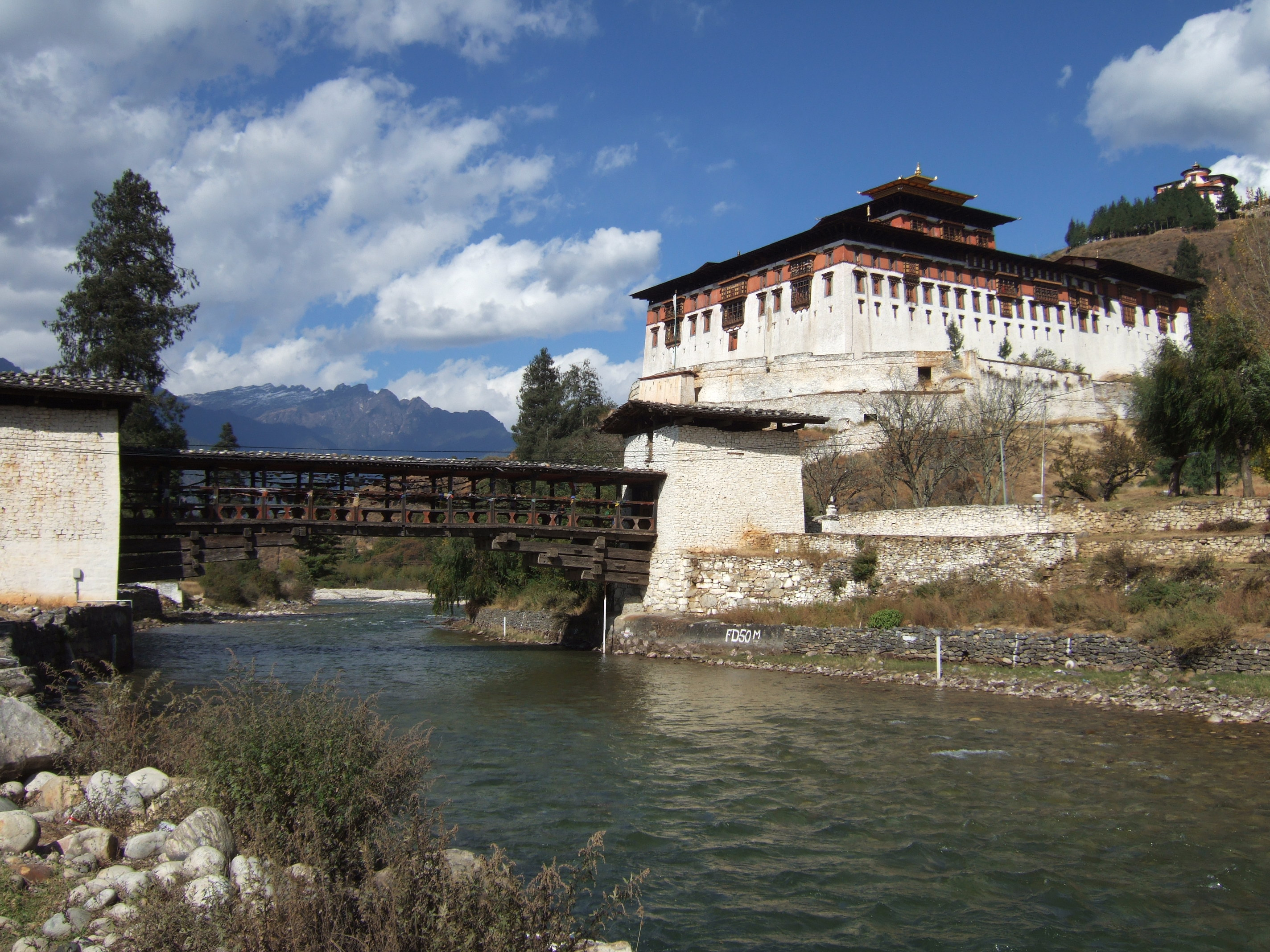
Ринпунг-дзонг и ведущий к нему мост

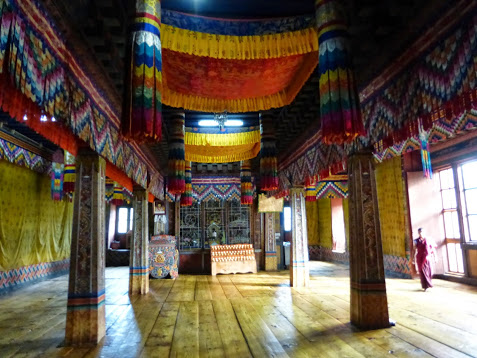
Внутренний вид одного из помещений монастыря

Внутри монастыря расположено 14 храмов и алтарей:
1. Кунгарва
2. Дукханг — зал монашеского собрания
3. Цеден-чортен (из сандалового дерева)
4. Алтарь протектора
5. Храм восьми манифестаций Падмасамбхавы (дзонг-кэ གུ་རུ་མཚན་རྒྱད་ལྷ་ཁང)
6. Алтарь верховного ламы
7. Храм Амитабхи
8. Алтарь Ясного Кристалла
9. Храм одиннадцатиликого Авалокитешвары
10. Резиденция настоятеля
11. Храм Будды Акшобьи
12. Храм открывателей драгоценностей
13. Резиденция короля (Gyalpo’i Zimchung)
14. Храм Бурсар

За пределами главного дзонга находится храм Деянка-лакханг.
На холме над дзонгом стоит семиэтажная Сторожевая башня, построенная как Та-дзонг в 1649 году. С 1968 года в башне был оборудован Национальный музей Бутана.
Под Ринпунг-дзонгом к городу идёт мост, выполненный в традиционном стиле.

## Праздники

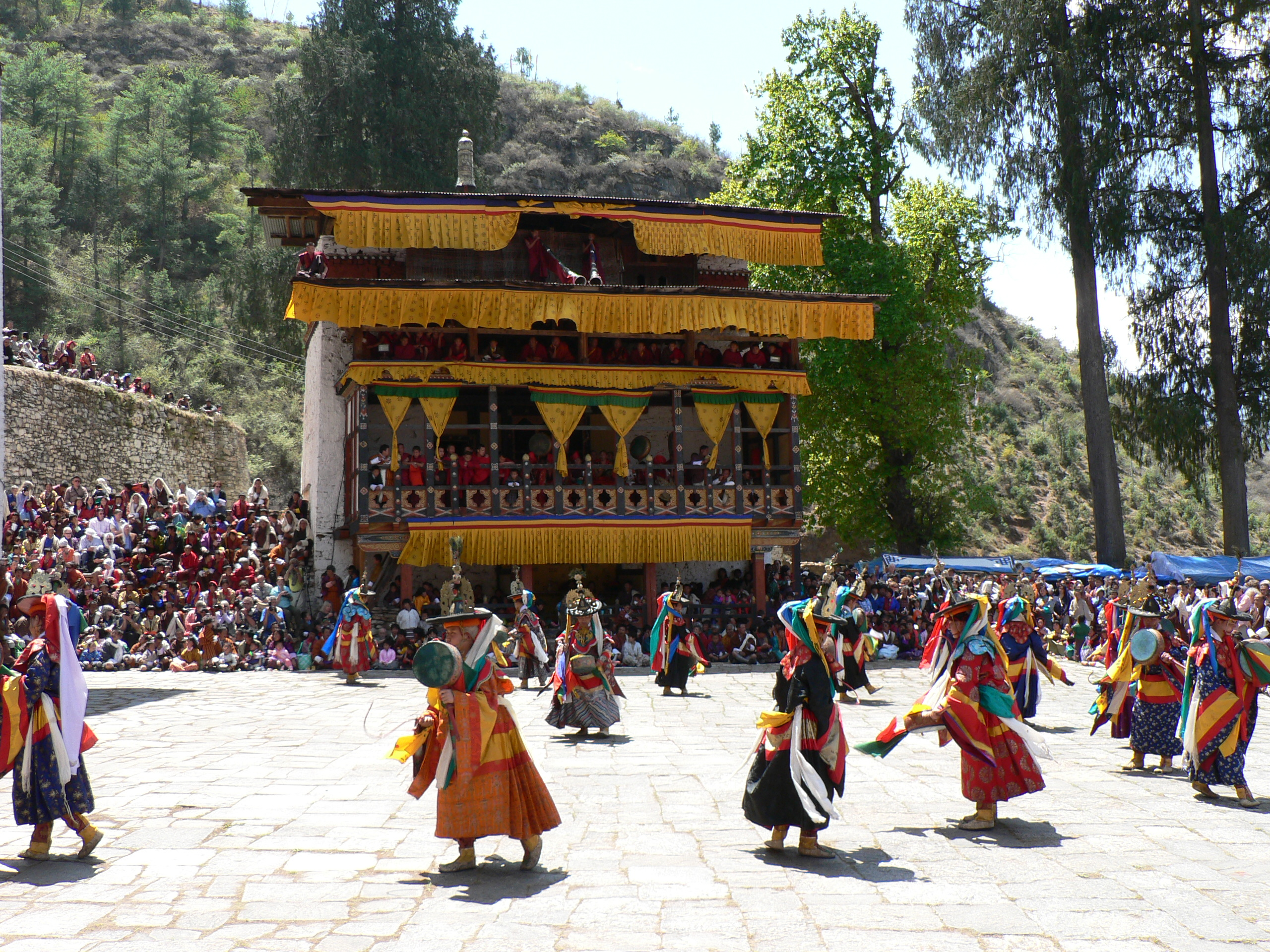
Танец чёрных шляп во время праздника Паро-цечу

Большой фестиваль (цечу) проводится в Ринпунг-дзонге с 11 по 15-е числа второго месяца по тибетскому лунному календарю.
С рассветом утром 15 дня выставляется для публики большой священный тонгрол (тангка), изображающий восемь манифестаций Падмасамбхавы.